# Tiliqua nigrolutea
Espèce
Synonymes
- Scincus nigroluteus Quoy & Gaimard, 1824
- Cyclodus nigroluteus (Quoy & Gaimard, 1824)

Tiliqua nigrolutea est une espèce de sauriens de la famille des Scincidae.

## Répartition
Cette espèce est endémique d'Australie. Elle se rencontre en Australie-Méridionale, en Nouvelle-Galles du Sud, au Victoria et en Tasmanie.

## Description

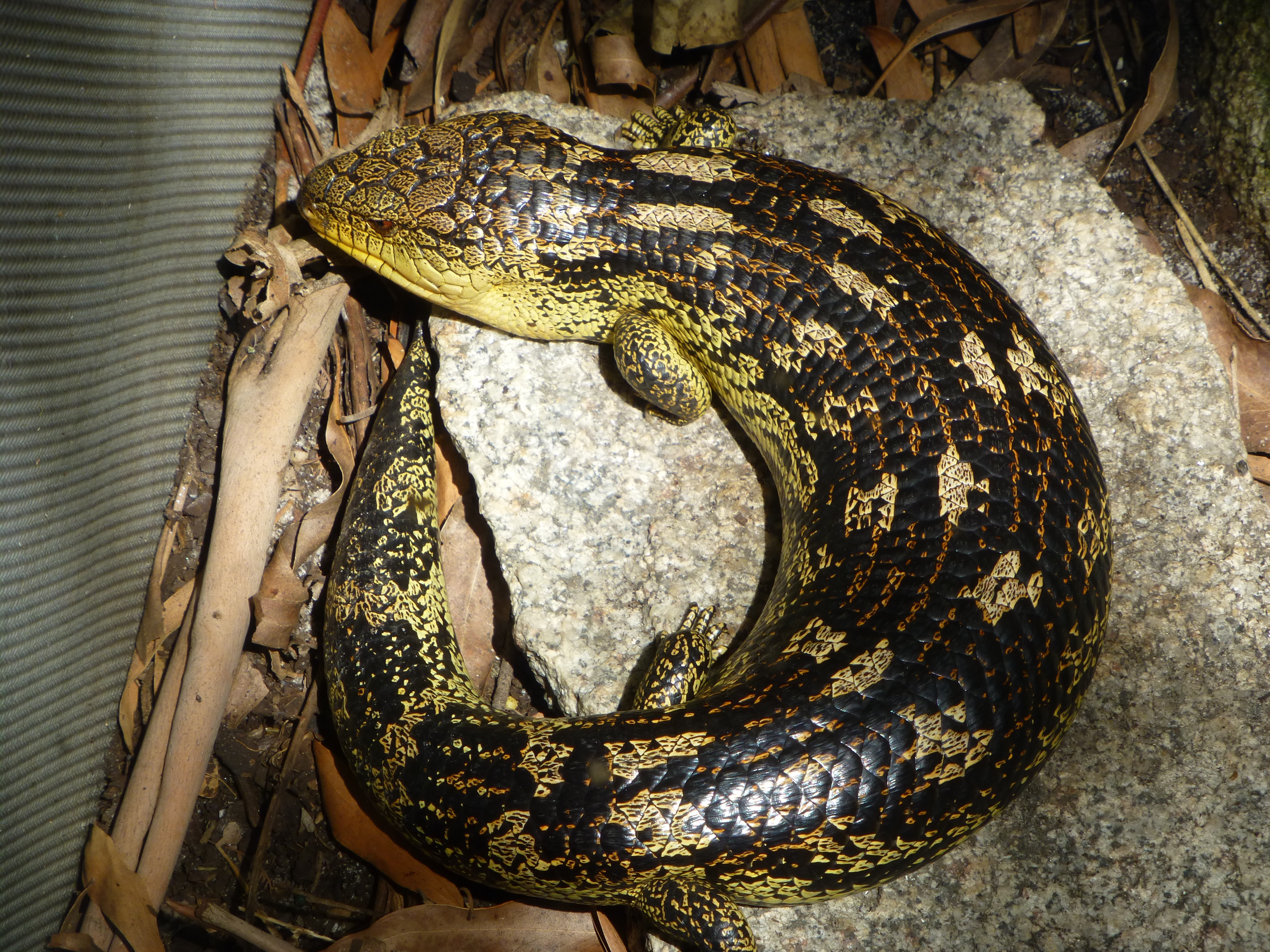

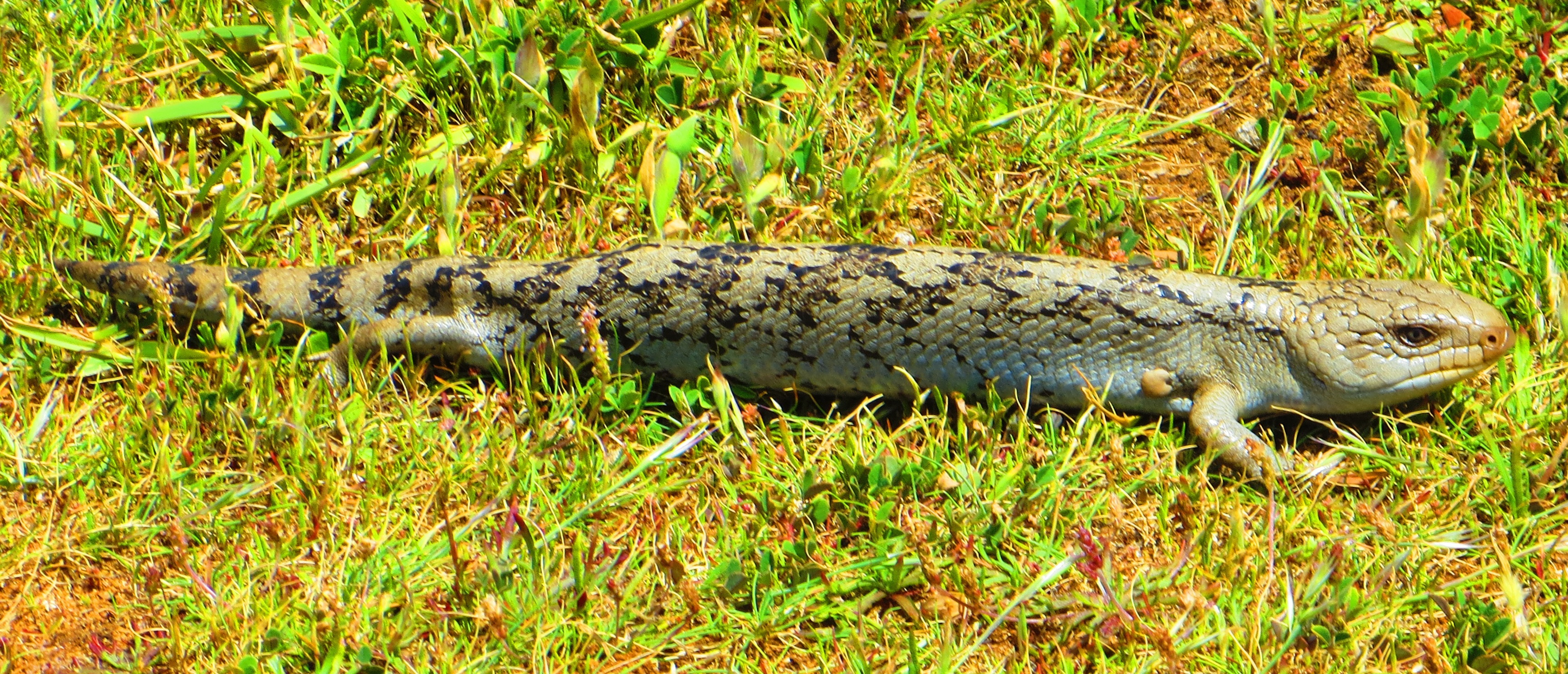

Ce Tiliqua mesurant de 45 à 50 cm ressemble beaucoup à Tiliqua scincoides. Néanmoins, on remarque que les écailles du crâne sont plus marquées, la queue plus courte. La forme dite alpine, est celle qui a donné son nom scientifique à l'espèce. En effet, cette dernière est noire marbré de orange pâle à rouge sur le dos, formant des tâches lui valant le nom de "blotched" en anglais. Son ventre et tout la partie inférieure de la machoire est jaune. Nigrolutea signifiant, noir et jaune. 
La forme de plaines, dite "lowlands", est plus claire, jaune pâle a grise, avec un dos brun à gris foncé, les tâches du dos sont de même couleur que le ventre.
Cependant il existe d'autres variations de couleur, certains étant même bleutés dans les petites Îles du nord de la Tasmanie.

## Écologie
Ce Tiliqua habite aussi bien les plaines que les zones montagneuses. La forme alpine reste active même quand les températures chutent à 4 °C. Par températures fraiches, l'espèce cherche des coins pour s'exposer au soleil quelques heures, là ou ses cousins hivernent pour endurer le froid. Durant les saisons les plus froides, l'espèce hiverne elle aussi. Tout comme l'espèce cousine Tiliqua scincoides, l'espèce est omnivore et opportuniste, mangeant aussi bien des gastérodopodes, que des mammifères et oiseaux, tout en passant par de la végétation et divers cadavres. L'espèce est si opportuniste qu'on la trouve dans les jardins à se nourrir dans les gamelles des animaux.

## Reproduction
Selon les températures et distribution, l'espèce passe 3 à 4 mois à hiverner. Selon la répartition, les individus vont commencer à chercher un partenaire à la sortie de l'hiver, ou une fois l'hiver passé. Après 3 à 4 mois de gestation en moyenne, la femelle donne naissance à une portée formée, qui dès la naissance s'alimentera comme les adultes.

## Publication originale
- Quoy & Gaimard, 1824 : Zoologie Voyage Autour du Monde, Entrepris par le ministère et conformément aux instructions de s. exc. M. le Vicomte du Bouchage, Secrétaire d’État au Department de la Marine, Exécuté sur les corvettes de S.M. l’Uranie et la Physicienne, pendant les années 1817–1820. Zoologie. Paris, p. 1–712.